# Nodocapitus inornatus
Nodocapitus inornatus är en klomaskart som beskrevs av Reid 1996. Nodocapitus inornatus ingår i släktet Nodocapitus och familjen Peripatopsidae. Inga underarter finns listade i Catalogue of Life.